# マーガレット・デイホフ
マーガレット・デイホフ（Margaret Belle Oakley Dayhoff、結婚前の姓はオークレー、1925年3月11日 - 1983年2月5日）はアメリカ合衆国の生化学者である。バイオインフォマティクス（生命情報科学）のパイオニアであり、遺伝子やタンパク質の構造の数学的基礎に基づく評価法を開発した。

## 略歴
フィラデルフィアで生まれ、10歳でニューヨークに移った。ニューヨーク大学のワシントン・スクエア・カレッジで数学の奨学金を受けて学び、1945年に卒業した。3年後にコロンビア大学で量子化学の研究で博士号を得た。博士論文では創成期のコンピュータを質量データの解析を理論化学の分野で使用した。1948年に物理学者のエドワード・デイホフと結婚した。
ロックフェラー大学で、1951年まで電気化学を研究した後、メリーランド大学で研究職を務め、その後ジョージタウン大学（ジョージタウン大学メディカルセンター）で生理学と生物物理学の教授となった。1955年からコンピュータを使って、異なる生物種のタンパク質のアミノ酸配列を比較するプログラムを作成し研究した。1965年から『タンパク質の配列と構造アトラス』（"Atlas of Protein Sequence and Structure"）を出版した。この著作で集められたデータは1984年にProtein Information Resource databaseに移され、2002年にUniProt databaseに統合された。1966年に近縁のよく似た蛋白質を集め、系統樹を作成し、祖先配列も求めるPAMスコアモデルを開発した。これは進化における系統を数値的に評価する手法のさきがけになった
。